# (49350) Katheynix
(49350) Katheynix est un astéroïde de la ceinture principale.

## Description
(49350) Katheynix est un astéroïde de la ceinture principale. Il fut découvert le 27 novembre 1998 à Bâton-Rouge par Walter R. Cooney, Jr.. Il présente une orbite caractérisée par un demi-grand axe de 2,41 UA, une excentricité de 0,09 et une inclinaison de 6,9° par rapport à l'écliptique.

## Compléments